# Iglesia de San Martín de Porres (Burgos)
La iglesia parroquial de San Martín de Porres es un templo católico levantado en el siglo XX en Burgos (Castilla y León, España). 
El templo está situado en la calle Soria, cerca de su cruce con la avenida de los Reyes Católicos.
En el año 2011 se rebajó el presbiterio, se abrieron nuevas puertas de acceso y se  instaló el retablo de Santa Eulalia de Mérida (gótico del siglo XVI, procedente de Tañabueyes de la Sierra).
Es la sede de la Cofradía de El Prendimiento, que procesiona el paso homónimo (El Prendimiento fue procesionado entre 1952 y 1973 por la parroquia de San Pedro y San Felices).

## Campanario
La parroquia posee un conjunto de dos campanas, ubicadas en una estructura de hormigón y hierro. Se encuentran en la parte superior ubicadas de tal forma que queda por arriba la campana mayor y por debajo la menor.
Las dos son de pequeño tamaño, de aproximadamente 25-30cm. Se utilizan para los toques del ángelus, misas (único toque), difuntos y para el toque de horas y medias. Se debe de comprobar si la campana menor es gótica o no, ya que por la forma puede o no ser (dependiendo del punto de vista de cada cual). Deben de ser documentadas lo mejor posible desde la calle o tejado ya que no hay acceso directo a ellas.
Se tratará de conseguir documetarlas lo antes y mejor posible.
He aquí la tabla con la información actual de estas:
|                | Fundidor               | Año de fundición | Diámetro    |
| -------------- | ---------------------- | ---------------- | ----------- |
| Campanillo (1) |                        | 1800 aprox.      | 25cm aprox. |
| Campanillo (2) | Abel Portilla (Gajano) | 2005 aprox.      | 30cm aprox. |